# William Maynard (2e baron Maynard)
Pour l’article homonyme, voir William Maynard (1er baron Maynard).
William Maynard, 2e baron Maynard (c. 1623 – 3 février 1688) est un aristocrate anglais.

## Biographie
Il est le fils de William Maynard (1er baron Maynard) et Anne Everard. Il épouse Dorothy Banastre. Plus tard, il épouse Lady Margaret Murray, fille de William Murray (1er comte de Dysart) et Catherine Bruce. Il a été Contrôleur de la maison de 1672 à 1687 et Custos Rotulorum d'Essex de 1673 à 1688. Son fils Banastre Maynard (3e baron Maynard) lui succède dans la pairie.